# Bayangol, Selenge
Bayangol (tiếng Mông Cổ: Баянгол) là một sum của tỉnh Selenge ở phía bắc Mông Cổ. Vào năm 2008, dân số của sum là 5.028 người.

## Địa lý
Bayangol có diện tích khoảng 1976,28 km2. Trung tâm sum, Baruunkharaa, nằm cách tỉnh lỵ Sükhbaatar 170 km và thủ đô Ulaanbaatar 160 km.
Khoáng sản có quặng sắt, vật liệu xây dựng.

### Khí hậu
Khí hậu của Bayangol có mùa hè ấm áp và mùa đông lạnh giá. Hầu hết lượng mưa rơi vào mùa hè, với một lượng tuyết rơi vào các tháng liền kề của tháng Năm và tháng Chín. Mùa đông chủ yếu là khô, thỉnh thoảng có tuyết rơi.
| Dữ liệu khí hậu của Bayangol             | Dữ liệu khí hậu của Bayangol | Dữ liệu khí hậu của Bayangol | Dữ liệu khí hậu của Bayangol | Dữ liệu khí hậu của Bayangol | Dữ liệu khí hậu của Bayangol | Dữ liệu khí hậu của Bayangol | Dữ liệu khí hậu của Bayangol | Dữ liệu khí hậu của Bayangol | Dữ liệu khí hậu của Bayangol | Dữ liệu khí hậu của Bayangol | Dữ liệu khí hậu của Bayangol | Dữ liệu khí hậu của Bayangol | Dữ liệu khí hậu của Bayangol |
| Tháng                                    | 1                            | 2                            | 3                            | 4                            | 5                            | 6                            | 7                            | 8                            | 9                            | 10                           | 11                           | 12                           | Năm                          |
| ---------------------------------------- | ---------------------------- | ---------------------------- | ---------------------------- | ---------------------------- | ---------------------------- | ---------------------------- | ---------------------------- | ---------------------------- | ---------------------------- | ---------------------------- | ---------------------------- | ---------------------------- | ---------------------------- |
| Cao kỉ lục °C (°F)                       | 1.9 (35.4)                   | 7.3 (45.1)                   | 20.6 (69.1)                  | 29.8 (85.6)                  | 35.5 (95.9)                  | 37.0 (98.6)                  | 38.8 (101.8)                 | 36.4 (97.5)                  | 30.1 (86.2)                  | 27.0 (80.6)                  | 20.2 (68.4)                  | 4.3 (39.7)                   | 38.8 (101.8)                 |
| Trung bình ngày tối đa °C (°F)           | −17.7 (0.1)                  | −12.4 (9.7)                  | 0.3 (32.5)                   | 11.0 (51.8)                  | 19.6 (67.3)                  | 24.3 (75.7)                  | 25.6 (78.1)                  | 23.3 (73.9)                  | 18.2 (64.8)                  | 9.7 (49.5)                   | −3.0 (26.6)                  | −13.9 (7.0)                  | 7.1 (44.7)                   |
| Trung bình ngày °C (°F)                  | −24.6 (−12.3)                | −21.1 (−6.0)                 | −8.2 (17.2)                  | 2.4 (36.3)                   | 10.7 (51.3)                  | 16.4 (61.5)                  | 18.2 (64.8)                  | 16.3 (61.3)                  | 9.1 (48.4)                   | 0.5 (32.9)                   | −11.0 (12.2)                 | −20.8 (−5.4)                 | −1.0 (30.2)                  |
| Tối thiểu trung bình ngày °C (°F)        | −30.7 (−23.3)                | −28.7 (−19.7)                | −16.0 (3.2)                  | −4.6 (23.7)                  | 2.7 (36.9)                   | 9.2 (48.6)                   | 12.4 (54.3)                  | 11.4 (52.5)                  | 3.2 (37.8)                   | −6.1 (21.0)                  | −17.6 (0.3)                  | −27.0 (−16.6)                | −7.6 (18.2)                  |
| Thấp kỉ lục °C (°F)                      | −45.7 (−50.3)                | −43.7 (−46.7)                | −37.7 (−35.9)                | −22.5 (−8.5)                 | −9.8 (14.4)                  | −6.7 (19.9)                  | 0.7 (33.3)                   | −2.3 (27.9)                  | −10.2 (13.6)                 | −26.7 (−16.1)                | −37.4 (−35.3)                | −42.8 (−45.0)                | −45.7 (−50.3)                |
| Lượng Giáng thủy trung bình mm (inches)  | 3.9 (0.15)                   | 3.2 (0.13)                   | 4.3 (0.17)                   | 8.7 (0.34)                   | 18.5 (0.73)                  | 47.8 (1.88)                  | 62.3 (2.45)                  | 59.6 (2.35)                  | 34.6 (1.36)                  | 11.4 (0.45)                  | 5.8 (0.23)                   | 5.0 (0.20)                   | 265.1 (10.44)                |
| Số ngày giáng thủy trung bình (≥ 1.0 mm) | 1.0                          | 0.8                          | 1.0                          | 2.0                          | 3.7                          | 6.6                          | 9.3                          | 9.5                          | 4.8                          | 2.5                          | 1.6                          | 1.7                          | 44.5                         |
| Nguồn: NOAA (1961-1990)                  |                              |                              |                              |                              |                              |                              |                              |                              |                              |                              |                              |                              |                              |

## Kinh tế
Vào năm 2007, sum có 45.000 đầu gia súc, có nhà máy sản xuất thức ăn chăn nuôi, ga đường sắt, kho xăng dầu, trường học và bệnh viện.